# Андаутонія
45°46′25″ пн. ш. 16°07′02″ сх. д. / 45.773624° пн. ш. 16.11724° сх. д.
Андаутонія — римське поселення, яке було розташоване на південному березі річки Сава, недалеко від сучасного села Щитар'єво на південному сході від міста Загреб (Хорватія).
Андаутонія перебувала на території римської провінції Паннонії, на римській дорозі, що сполучала міста Поетовія (сучасний Птуй) і Сісція (Сисак). Назва «Андавтонія» згадується в працях античного географа Птолемея, а «Давтонія» згадується в Ітинерарії Антоніна. Дорога пролягала між Андавтонією і Поетовією через Піррі і Аквавіва на північ і через Сісцію на південь. Поселення існувало між I і IV століттями, після чого воно, як вважають, було знищено під час  Великого переселення народів.
У сучасну епоху ім'я поселення вперше було виявлено на кам'яній скрижалі в районі Стенєвець у 1758 році. 1768 року було знайдено ще одну скрижаль із цією назвою в Щитар'єво. Протягом XIX століття кам'яні і цегляні матеріали античних часів, які все ще могли бути знайдені в цих місцевостях, були здебільшого вилучені і повторно використані у будівництві нових будівель; тим самим на поверхні землі були знищені сліди існування поселення.
Місцезнаходження Андаутоніі було предметом суперечок різних картографів і істориків: свої версії висували в тому числі Х. Г. Рейгард, Ж.-Б. Б. де Анвіль, Б. А. Крчелич , М. П. Катанчич і І. Кукулевич-Сакцинський. Зрештою, його точно встановив Т. Моммзен і опубліковано у збірнику Corpus Inscriptionum Latinarum у 1873 році. Археологічний музей Загреба згодом почав перші розкопки в Щитар'єво, в результаті яких були знайдені численні артефакти римської епохи, що покоїлися на глибині близько 1 метра.
Співробітники музею поверталися на місце розкопок для подальшого дослідження місцевості в період між 1969 і 1980 р. З 1981 року вони також провели аналіз заднього двору будинку церковної парафії в нинішньому центрі населеного пункту. Були знайдені сліди вулиці, каналізаційна система, різні будівлі, міські стіни і некрополь. У 1994 році в центрі поселення був побудований археологічний парк.